# Angelo Ermanno Cammarata
Angelo Ermanno Cammarata (Catania, 1899 – Roma, 1971) è stato un filosofo e giurista italiano.
Fu uno dei più conosciuti rettori dell'Università di Trieste dal 1946 al 1952, per la difesa della quale ricevette la medaglia d'oro della Cultura e dell'Arte, mentre all'Ateneo fu conferita nel 1962 la medaglia d'oro al valor civile.

## Biografia
Nel corso della sua carriera insegnò filosofia del diritto e altre materie giuridiche nelle università di Messina, Macerata, Trieste, Napoli e Roma. Allievo di Giovanni Gentile, aderì al suo idealismo immanentista.
Gli scritti principali di filosofia del diritto sono inseriti, in massima parte, in Formalismo e sapere giuridico,  Giuffrè 1963. Buona parte degli scritti riguardanti invece la "questione di Trieste" sono pubblicati in Fra la teoria del diritto e la questione di Trieste - Scritti inediti e rari, Eut, Trieste 2007.
Fu anche un notevole fotografo, come documentano le due mostre (Trieste 2004 e Gorizia 2013) a lui dedicate.